# Sha-Boom
Sha-Boom är en svensk-norsk rockgrupp som under 1980-talet hade stora hitlåtar som "R.O.C.K." och "Let's Party".

## Historia
1982 träffades Dag Finn och Peo Thyrén för första gången. Peo Thyrén och Kee Marcello hade fått i uppdrag att hjälpa bandet Bangkok Sucks, där den då 15-årige Dag Finn var trummis, att producera bandets demo. 
1987 korsades Thyréns och Finns vägar igen. Dag Finn ville att Peo Thyrén skulle hjälpa till att producera Finns nya band Pop Talk som han hade satt ihop. Men istället kom de fram till att de tillsammans borde bilda ett nytt band över nationsgränsen. Finn tog med sig trummisen Bobby Andersen från Norge. Gitarristen John Sandh värvades från gruppen Shanghai. En kväll på Melody i Stockholm, ett av dåtidens nöjespalats, träffade Finn keyboardisten/gitarristen Hasse Lind och Sha-Boom var bildat.
Redan sex månader senare fick Sha-Boom sin första hitsingel. ”Don’t Steal My Heart Away” släpptes i januari 1988 och tog sig in på Trackslistan. Till sommaren släpptes uppföljaren ”Wheels of Rock’n’Roll” som också tog sig in på Trackslistan.
Mannen bakom Sha-Booms sound var producenten Andy Scott som var något av en sjätte medlem i bandet och låg bakom en stor del av framgångarna. Just när den skandinaviska publiken börjat få upp ögonen på allvar för Sha-Boom släppte de en av sina största hitlåtar. ”R.O.C.K.” erövrade förstaplatsen både på Trackslistan och norska motsvarigheten, Ti-i-skuddet. 50 000 sålda singlar och Sha-Booms första skiva ”R.O.C.K.” sålde platina, 120 000 exemplar.
Sha-Booms andra album blev en remix-platta, ”Dancing In Fire”. I en tid då tidningarna Okej och Frida och deras väggaffischer dominerade den svenska ungdomens pojk- och flickrum handlade tidningarna regelbundet om Sha-Booms framfart. Det mest minnesvärda klippet från tidningarna blev Dag Finns utvik i nummer 4 av tidningen Okej 1989, där han poserade naken. Detta uppmärksammades även i annan media och röstades senare fram av Sveriges Radio P3:s lyssnare som det mest uppmärksammade uppslaget i Okejs historia. 
När Sha-Booms uppföljare skulle släppas våren 1990 hade hitmakaren Per Gessle engagerats och skrev singeln ”Let’s Party”, som låg på albumet med samma namn, som återigen blev en succé för Sha-Boom. Efter en hektisk sommarturné 1990 kände gruppen att de behövde en paus efter tre framgångsrika år. 
Efter att bandet tillfälligt splittrats i början på 1990-talet kom Martin Stenmarck in som sångare, och sjöng på två singlar, men utan kommersiell framgång.
Sångaren Dag Finn gjorde comeback 2001 i dokusåpan Baren, och har därefter haft flera spelningar med Sha-Boom, helt utan övriga originalmedlemmar. Trummisen Bobby Andersen blev medlem i den norska gruppen Wig Wam och Peo Thyrén turnerade med sitt gamla band Noice.

## Medlemmar
- Dag Finn – sång (1988–1990, 2002–2005)
- Bobby Andersen – trummor (1988–1992)
- Hasse Lind – keyboards, gitarr (1988–1990)
- John Sandh – gitarr (1988–1989)
- Peo Thyrén – basgitarr (1988–1992)
- Martin Stenmarck – sång (1992)
- John Norberg – gitarr (1992)

## Diskografi
Album:
- 1988 – R.O.C.K.
- 1989 – Dancing In Fire-The Remix Album
- 1990 – Let's Party
- 2002 – Fiiire! The Best of Sha-Boom
- 2005 – The Race Is On

Singlar:
- 1988 – "Don't Steal My Heart Away"
- 1988 – "Wheels Of Rock 'n' Roll"
- 1988 – "R.O.C.K."
- 1989 – "Fox On The Run"
- 1989 – "Too Hard To Say Goodbye"
- 1989 – "Dancing In Fire"
- 1989 – "Werewolf"
- 1990 – "Let's Party"
- 1990 – "The Wild Ones"
- 1990 – "X-Ray Specs"
- 1990 – "I Don't Want To Say Goodnight"
- 1992 – "You Bring Me Down"
- 1992 – "Crying"
- 2000 – "R.O.C.K. (2000 Remix)"
- 2002 – "Fiiire!"
- 2005 – "My Home Town"